# Перфторан
Перфторан — плазмозамінник з газотранспортною функцією, який має реологічні, гемодинамічні, діуретичні, мембраностабілізуючі, кардіопротекторні та сорбціонні властивості. Широкому загалу перфторан та його аналоги більш відомі як «блакитна кров».

## Історія винайдення
Ще в на початку 60-х років американець Генрі Словітер висунув ідею створення насиченої киснем емульсії як дихального середовища і можливих кровозамінників
У 1966 році, вчені помістили мишей в акваріум, наповненим перфторемульсією. Концентрація кисню в цій рідині була настільки великою, що миші могли дихати нею замість повітря
У 1968 році Роберт Гейєр здійснив повне заміщення крові щура на емульсію. Щур залишився живим.
В 70-х роках, після публікації робіт Л. Кларка, Р. Гетера, Р. Наіто та інших, ідея створити ефективний замінник крові на базі перфторованих вуглеводнів (ПФУ) охопила багатьох вчених.
Вперше новина про створення перфторану, який був сумісним з організмом людини, була опублікована у 1982 році на з'їзді біофізиків СРСР. Перфторан винайшов професор Фелікс Федорович Білоярцев, працівник Інституту біофізики АН СРСР.
Проте, історія винаходу мала трагічні наслідки для справжнього винахідника — заздрість і партійна корупція «не прийняли» прижиттєво відкриття для патентування та поширення на теренах держави, що дуже схоже на історію відкриття Земмельвейса.
Більше того, після загадкової смерті винахідника перфторан запатентували, і один дозвіл на патент за незначну суму був проданий іншій державі.

## Хімічна структура
В основі препарату були застосовані перфторовані вуглеводні (ПФУ), які здатні розчинювати в собі кисень і вуглекислий газ, тобто виконувати функції газообміну, як природна кров.
Клас ПФУ-сполук практично безмежний, як і більшість органічних сполук. Клас вуглеводнів переходить до класу ПФУ шляхом заміщення молекул водню на фтор.
Перфторвуглеводні — слабко-полярні сполуки, в яких разчинність газів збільшується по мірі зменшення полярності. Здатність розчинювати гази у чистих рідких ПФУ дуже висока — близько 50 об. % кисню і 200 об. % вуглекислого газу.
Перфторвуглеводні — хімічно інертні речовини, оскільки покриті «шубою» із фтору, які мають ковалентний зв'язок із вуглецем. Енергія зв'язку C-F більше, ніж енергія зв'язку С-Н: для СН3-F вона дорівнює 119 ккал/мол, а для СН3-Н — 99 ккал/мол. Довжина зв'язку для фтору така ж мала, як і для водню (довжина зв'язку СН3-Н — 1.09 А, СН3-F — 1.39 А).

## Показання для застосування
Перфторан застосовується як плазмозамінний засіб з газотранспортною функцією.
- при гострій та хронічній гіповолемії (шок, черепно-мозкова травма, операційна травма);
- при порушенні тканинного метаболізму та газообміну (раптова зупинка серця, тяжкі інфекції, жирова емболія, порушення мозкового та периферичного кровообігу);
- при регіонарній перфузії, лаважі легенів, промиванні гнійних ран черевної та інших порожнин;
- для ішемічного захисту донорських органів (попередня підготовка донора і реципієнта).

## Фармакокінетика
Період напіввиведення з кров'яного русла становить близько 24 годин. Поверхнево активна речовина повністю виводиться з організму через нирки протягом першої доби. Перфторвуглеці хімічно інертні та в організмі не метаболізуються. Термін виведення їх з організму залежить від введеної дози. При застосуванні Перфторану у терапевтичній дозі 10 мл/кг маси тіла перфторвуглеці повністю виводяться з організму протягом 8 місяців.
Проте, ефективність препарату все ще дискутується на науковому рівні

## Протипоказання
Гемофілія, підвищена чутливість до компонентів препарату.

## Дженерики
- Перфукол — аналогічний препарат, розроблений в Гематологічному науковому центрі РАМН (Москва).
- Флюозол-ДА — японський аналог.
- Перфлюброн
- Імагент, Оксигент[3]

Нове покоління
- Оксицит (Oxycyte)[4]